# Paso de Cortés
El Paso de Cortés es un puerto montañoso a una altitud de 3700 m s. n. m. (metros sobre el nivel del mar), ubicado entre los volcanes Popocatépetl e Iztaccíhuatl, en el centro de México. El paso de Cortés se  encuentra en el Estado de México, en el municipio de Amecameca. Es también el lugar por donde pasa la línea de parteaguas de las cuencas de México y la del río Balsas.
El paso adquirió su nombre por el conquistador español Hernán Cortés, quien entró en el valle de México en 1519, buscando la conquista de México-Tenochtitlan, la capital azteca. Se dice que de este punto envió Cortés una expedición para subir a los volcanes con la finalidad de obtener el azufre necesario en la fabricación de la pólvora para sus cañones y arcabuces.

## Historia
En su segunda carta de relación dirigida al emperador Carlos V fechada el 30 de octubre de 1520, Hernán Cortés describe cómo mandó a un grupo de españoles a reconocer el terreno por el cual habrían de salir de la sierra para entrar posteriormente a la cuenca de México.

Y yendo a ver esta sierra, toparon un camino y preguntaron a los naturales de la tierra que iban con ellos, que para donde iba y dijeron que a Culúa y que aquél era buen camino y que el otro por donde nos querían llevar los de Culúa no era bueno y los españoles fueron por él hasta encumbrar las sierras, por medio de las cuales entre la una y la otra va el camino y descubrieron los llanos de Culúa y la gran ciudad de Temixtitan y las lagunas que hay en la dicha provincia, de que adelante haré relación a vuestra alteza y vinieron muy alegres por haber descubierto tan buen camino y Dios sabe cuánto holgué yo de ello […]

## Turismo
Es posible apreciar al oriente, el volcán Malintzin (o La Malinche) y el Pico de Orizaba, hacia el poniente el volcán Ajusco en la Ciudad de México, la parte sur del Valle de México y la sierra de las Cruces. Este es un punto de partida para subir tanto al Popocatépetl como al Iztaccíhuatl.
Existen momentos en los que la actividad del volcán Popocatépetl aumenta y con ello las medidas de seguridad, por lo que el acceso al lugar se restringe. Con actividad volcánica normal (semáforo amarillo) se puede llegar al Paso de Cortés ya sea desde la población de Amecameca por un sinuoso camino pavimentado o desde Santiago Xalitzintla, en el estado de Puebla, por un camino de terracería en no muy buen estado. Sin embargo, el acceso al volcán Popocatépetl y al albergue de Tlamacas se encuentra limitado desde 1994, debido a la actividad que desde ese año ha presentado.
Para subir al volcán Iztaccíhuatl desde el Paso de Cortés solamente  se paga una cuota de acceso al parque nacional y se sigue un camino de terracería que lleva al paraje conocido como La Joya, de ese punto se puede seguir el ascenso hasta la cima del volcán.
En el paso existe un pequeño albergue con áreas para acampar.